# Francesco Compagnoni
Francesco Compagnoni OP (* 1941 in Santa Giuletta (PV)) ist ein römisch-katholischer Ordensgeistlicher und Mitglied des Dominikanerordens sowie Moraltheologe und Hochschullehrer.

## Leben
Francesco Compagnoni studierte Philosophie und Theologie an den Dominikanerkollegien in Turin und Bologna (1960–1967). Nach seinem Lizentiat in Theologie in Bologna spezialisierte er sich in Moraltheologie an der Interregionalen Theologischen Fakultät in Mailand und der Accademia Alfonsiana in Rom (1969–1971). 1972 wurde er bei Dalmazio Mongillo an der Päpstlichen Universität Heiliger Thomas von Aquin (Angelicum) in Rom promoviert. Von 1973 bis 1974 war er DAAD-Stipendiat an der Theologischen Fakultät bei Franz Böckle an der Rheinischen Friedrich-Wilhelms-Universität Bonn in Bonn.
Er war von 1974 bis 1980 außerordentlicher Professor für Moraltheologie an der Theologischen Fakultät der Universität Freiburg (Schweiz) sowie außerordentlicher Professor und später ordentlicher Professor für Moraltheologie am Angelicum in Rom von 1980 bis 2011. Von 2001 bis 2005 war er Rektor des Angelicums, vormals von 1994 bis 2000 Dekan der sozialwissenschaftlichen Fakultät.
Compagnoni hat zahlreiche Bücher, Schriften und wissenschaftliche Arbeiten veröffentlicht.